# Saint-Clair-de-Halouze

Saint-Clair-de-Halouze este o comună în departamentul Orne, Franța. În 1 ianuarie 2022 avea o populație de 821 de locuitori.